# Macrosiphoniella helichrysi
Macrosiphoniella helichrysi är en insektsart. Macrosiphoniella helichrysi ingår i släktet Macrosiphoniella och familjen långrörsbladlöss. Inga underarter finns listade i Catalogue of Life.